# Бунаковы
Бунаковы — древний русский дворянский род.
При подаче документов для занесения рода в Бархатную книгу была предоставлена родословная роспись Бунаковых (23 мая 1686). С протестом против внесения родословия Бунаковых в Бархатную книгу в главу Черниговских князей выступил окольничий, князь Иван Степанович Хотетовский (10 июня 1687).
Сохранились записанными в VI часть дворянской родословной книги два рода Бунаковых: один по Калужской губернии, от родоначальника Афанасия Сидоровича, внука Семёна Тимофеевича, и другой от Саввы Михайловича, внука того же Семёна Тимофеевича. Последний род в древнем дворянстве, по непредставлению достаточных доказательств, Герольдией Правительствующего Сената не утвержден.

## Происхождение и история рода
Рюриковичи, происходят от карачевских князей. К великому князю Василию Дмитриевичу пришел из Литвы князь Швитригайло Ольгердович, а с ним Владыко Исаакий Черниговский с князьями, в числе которых был Михаил Хотетовский, у которого сын Ларион Михайлович (1408).
Потомок Рюрика в XVIII колене, князь Ларион Михайлович, живший (около 1461), получил прозвище Бунак, по которому и стал называться его сын Парфений и внук Богдан (Матвей) Бунаковыми, без прибавки титула «князь». Великий князь Василий Васильевич Тёмный пожаловал князя Лариона Михайловича сельцом Литвиновским Красносельского стана Вяземского уезда, селом Житковым Волоцкого стана с деревнями и пустошами (09 октября 1461).
Опричниками Ивана Грозного числились: Богдан и Иван Дмитриевичи, Никита и Дмитрий Богдановичи, Фёдор Петрович, Иван Васильевич, Матвей и Семён Тимофеевичи Бунаковы(1573).
Внук Богдана Парфеньевича, Андрей Дмитриевич Бунаков послан из Москвы от имени патриарха в Польшу для обличения Димитрия Самозванца (1604) и получил награду за свою «верную службу» от Бориса Годунова (1605). Двоюродный брат предыдущих, Семён Тимофеевич Бунаков в новгородском походе Иоанна IV Грозного был шатерничим (1572) и участвовал в литовском походе (1573). 

## Известные представители
- Бунаков Елизарий Тимофеевич — убит в зимнем походе (1550), имя его внесено в синодик московского Успенского Кремлёвского собора на вечное поминовение.
- Бунаков Андрей Михайлович — участник полоцкого похода (1551).
- Бунаковы: Богдан Дмитриевич и Никита Богданович — упоминаются на свадьбе ливонского короля Магнуса с княжной Марией Владимировной Старицкой (1573).
- Бунаков Сидор Семёнович — служил объезжим головою в Москве от пожаров (1599), жалован золотым (1606).
- Бунаков Иван — дьяк, воевода в Смоленске (1608).
- Бунаков Пётр Никитич — воевода в Белёве (1615), голова сотни стольников (1619), воевода в Уржуме (1623), Путивле (1626—1627).
- Бунаков Андрей Андреевич — дневал и ночевал на государевом дворе (1626), воевода в Томске (1629 и 1635), Нижнем Ломове (1644—1647), Красноярске (1652), послал своего племянника воевать братских людей. Нёс службу на свадьбе царя Алексея Михайловича с Марией Ильиничной Милославской (1648).
- Бунаков Леонтий Иванович — в числе приглашенных был на обеде с Кизылбашским послом, воевода в Чёрном-Яре (1630), командовал отрядом казаков в 8.000 тыс.чел. (1634). В царствование Михаила Фёдоровича воевода в Рославле, за московское осадное сидение пожалован вотчинами.
- Бунаков Фёдор Сидорович — воевода в Черни (1631—1635), участвует в приёме персидского посла (1639).
- Бунаков Аникей Сидорович — письменный голова, воевода в Тобольске (1639 и 1646).
- Бунаков Гаврила Сидорович — выборный от Лихвина на Собор созванный царём по Азову (1642).
- Бунаков Илья Никитич — воевода в Томске (1645—1648).
- Бунаков Василий Сидорович — воевода в Олешне (1650—1651).
- Бунаков Пётр Андреевич — воевода в Илимске (1656—1659). Нёс изголовье на свадьбе царя Алексея Михайловича и Марии Ильиничны Милославской в (1648). Имел двор в Москве в Земляном городе.
- Бунаков Иван (Исачка Зубков) — воевода в Мещёвске (1663—1664)[5].
- Бунаков Галактион Ильич — стряпчий (1679), стольник (с 1686).
- Бунаков Иван Петрович — стольник (1671), ездил за Государем в зимних походах (1676), стольник царицы Натальи Кирилловны (1676), дневал и ночевал у гроба царя Федора Алексеевича (1682), участвовал в крымских походах (1687 и 1689), был под Азовом (1696)[3][6][7].
- Бунаков, Фёдор Яковлевич (1792—1856) — вице-губернатор Новгородский и Полтавский.
- Бунаков Александр Борисович — майор, отличившийся в целом ряде сражений (1811—1813).
- Бунаков Николай Фёдорович (1834—1907) — педагог, писатель.
- Бунаков Василий Александрович (1839—1897) — генерал-лейтенант, участник русско-турецкой войны.

## Критика
Дворяне Бунаковы выводят свой род от князей Хотятовских и считают себя потомками Святого Владимира. Впрочем есть некоторые ветви Бунаковых, которые вероятно, не имеют ничего общего с ними, но во всяком случае, все они древнего происхождения.  В конце XVII века Палату родословных дел Петром Андреевичем Бунаковым подана родословная роспись, которая не вошла в Бархатную книгу. Сама роспись дошла в очень плохом состоянии, многие листы истлевшие, но сохранились  указания о том, что родоначальник их Ларион по прозванию Буйнак, был сыном князя Михаила Ивановича Хотетовского. Историки и генеалоги, используя эту роспись и росписи предоставленные другими представителями рода и однородцами, переданные в Геральдическую контору, Правительствующий Сенат и Вотчинный департамент, из справок Вотчинного архива, составили довольно стройную и достаточно достоверную родословную роспись Бунаковых.
А.Б. Лобанов-Ростовский в "Русской родословной книге" указывает, что начало родословия должно быть иное: взамен князя Мстислава, отца Ивана Хотета, у князя Святослава Титовича, поставлен сын князь Святослав, у которого будто был сын князь Иван Болх, имевший двух сыновей: Александра Болховского и князя Ивана-Адаша, сын которого имел прозвище "Бунак" и был таким образом родоначальником Бунаковых. Отсутствие каких-либо подтверждений таково вывода родоначальника, не позволяют следовать таким выводам, а потому родословие Бунаковых составлено в соответствии с данными Бархатной книги.